# Kazbek Tuayev
Kazbek Tuayev, ros. Казбек Алиевич Туаев, Kazbiek Alijewicz Tuajew (ur. 13 listopada 1940 w miasteczku Ələt koło Baku, Azerbejdżańska SRR) – azerski piłkarz, grający na pozycji napastnika, trener piłkarski.

## Kariera piłkarska

### Kariera klubowa
Wychowanek klubu Lokomotiv Baku. W 1959 rozpoczął karierę piłkarską w Spartaku Nalczyk. Latem 1961 został zaproszony do Neftianika Baku, który potem zmienił nazwę na Neftçi. Od lipca do sierpnia 1970 roku występował w Spartaku Ordżonikidze, po czym powrócił do klubu z Baku, w którym zakończył karierę piłkarza w roku 1972.

### Kariera reprezentacyjna
W 1967 bronił barw reprezentacji ZSRR. Łącznie rozegrał 2 gry.

## Kariera trenerska
Po zakończeniu kariery piłkarza rozpoczął pracę szkoleniowca. W 1970 i od 1973 do 1977 prowadził Spartak Ordżonikidze. Potem trenował Xəzər Lenkoran. W 1983 roku stał na czele rodzimego klubu Neftçi PFK, który prowadził do maja 1984, a w maju 1991 oraz od października 1995 do 1997, od 1998 do lata 1999 i w 2001-2004 ponownie trenował Neftçi. Od sierpnia 1987 do maja 1990 pracował w tunezyjskim Club Africain Tunis. Od 1992 do 1995 prowadził azerskie kluby Tərəqqi Baku, Azneftyağ Baku i Turan Tovuz. W 1992 pomagał trenować, a w 1993 został mianowany na stanowisko selekcjonera narodowej reprezentacji Azerbejdżanu, którą kierował do lata 1994. W październiku 1995 ponownie stał na czele reprezentacji, z którą pracował do końca 1996. Również do marca 2002 obejmował stanowisko głównego trenera reprezentacji Azerbejdżanu.

## Sukcesy i odznaczenia

### Sukcesy piłkarskie
Neftçi Baku
- brązowy medalista Mistrzostw ZSRR: 1966

### Sukcesy indywidualne
- 3-krotnie wybrany do listy 33 najlepszych piłkarzy ZSRR: Nr 2 (1967), Nr 3 (1963, 1966)

### Sukcesy trenerskie
Turan Tovuz
- mistrz Azerbejdżanu: 1994

Neftçi Baku
- mistrz Azerbejdżanu: 1996, 1997, 2004
- półfinalista Pucharu Azerbejdżanu: 1996, 2004

### Odznaczenia
- tytuł Mistrza Sportu klasy międzynarodowej ZSRR: 1963
- Order Sławy Azerbejdżanu: 2000